# Zootaxa
Zootaxa (ISSN 1175-5326) je znanstvena revija z mednarodnim uredniškim odborom, specializirana za področje zoološke taksonomije. Izhaja v angleščini pri založbi Magnolia Press iz Aucklanda (Nova Zelandija). Revijo je leta 2001 ustanovil Zhi-Qiang Zhang, ki je še danes glavni urednik. 
Revija objavlja predvsem opise novih taksonov živali in revizije obstoječih. Do konca leta 2009 je izšlo 2441 številk s  6543 članki, v katerih je bilo opisanih 14.347 novih taksonov. Vzporedno z rednimi številkami izhajajo tudi monografije in druga daljša pregledna dela. Poleg tiskane izdaje je na voljo tudi elektronska, na spletni strani revije (slednja ima ISSN 1175-5334). Za dostop do polnih besedil člankov zaračunava naročnino, možno pa je kupiti tudi dostop do posameznega članka. Avtorji lahko namesto tega zagotovijo prost dostop do svojih del s plačilom enkratnega zneska ob objavi.
Zootaxa je indeksirana v več bazah znanstvenih revij. Njen faktor vpliva za leto 2009 znaša 0,891. Po podatkih podjetja Institute for Scientific Information, ki računa faktor vpliva, je bila revija dva meseca zapored v letu 2008 po številu citatov najhitreje napredujoča med vsemi revijami na področju ved o živalih in rastlinah.